# Зомби-комедия
Зомби-комедия — кинематографический жанр, сочетающий зомби-хоррор мотивы с буффонадой, а также с чёрным юмором.

## История
Самые ранние корни жанра можно найти в фильме Джина Ярбро «Король зомби» (1941) и в фильме Гордона Дугласа «Зомби на Бродвее» (1945), хотя оба этих фильма были посвящены зомби в гаитянском стиле. Хотя это не комедии, фильмах Джорджа Ромеро «Рассвет мертвецов» (1978) и «День мертвецов» (1985) было несколько комедийных сцен и сатирических комментариев к обществу. «Возвращение живых мертвецов» (1985) можно считать одними из самых ранних примеров зомби-комедии с использованием современных зомби. Другие ранние примеры включают: «Мистер Вампир», «CHUD II: Bud the CHUD» (1989), «Живая мертвечина» (1992) и «Био Зомби» (1998).
Популярная современная зомби-комедия — «Зомби по имени Шон» Эдгара Райта (2004), самопровозглашенная романтическая комедия о зомби, или RomZomCom, со многими шутками и ссылками на более ранние фильмы Ромеро, особенно «Рассвет мертвецов». Другие популярные зомби-комедии: «Танец мертвецов» Грегга Бишопа (2008) и «Добро пожаловать в Zомбилэнд» (2009).
Фильмы «Зомби по имени Фидо» Эндрю Карри, «Мертвецы и завтрак» Мэтью Лойтвайлера и «Живая мертвечина» Питера Джексона также являются зомби-комедиями. «Зловещие мертвецы 2» Сэма Рэйми, хотя и более прямой фильм ужасов, содержит некоторые беззаботные и темные элементы комедии, а его продолжение, «Армия тьмы», еще более комедийное. Однако в франшизе «Зловещие мертвецы» нет зомби в традиционном стиле.

## Другие примеры
- Реаниматор (США, 1985)
- Мистер Вампир (Гонконг, 1985)
- Мистер Вампир 2 (Гонконг, 1986)
- Мёртвый полицейский (США, 1988)
- Атака куриных зомби (США, 2006)
- Стриптиз от зомби (США, 2008)
- Операция «Мёртвый снег» (Норвегия, 2009)
- Паранорман, или Как приручить зомби (США, 2012)
- Тепло наших тел (США, 2013)
- Операция «Мёртвый снег» 2 (Норвегия, Исландия, 2014)
- Если твоя девушка — зомби (США, 2014)
- Скауты против зомби (США, 2015)
- Зомби одним планом! (Япония, 2017)
- Мёртвые не умирают (США, 2019)
- Zомбилэнд: Контрольный выстрел (США, 2019)
- Реальные пацаны против зомби (Россия, 2020)